# Thorp T-3
Premier avion dessiné par John W Thorp à dépasser le stade de la planche à dessin, le Thorp T-3 sera par la suite amélioré par Rudy Paulic mais ne connut pas la consécration de la série.

## Un biplace d'entrainement pour la Boeing School of Aeronautics

### Le Thorp T-3B
Étudié à partir de 1933 par John W Thorp et construit par Rudy Paulic, le Thorp T-3B était un biplace côte à côte d’école à cabine fermée de construction entièrement métallique, ce monoplan à aile basse cantilever et train classique fixe caréné. Le prototype [NX21726] effectua ses essais en vol en 1939. Sous-motorisé, il fut démonté après quelques heures de vol et stocké jusqu’en 1959, puis reconstruit comme Paulic T-3B-1. 

#### Caractéristiques
- Envergure : 10,06 m
- Longueur : 7,16 m
- Moteur : 1 Warner Scarab de 125 ch
- Vitesse maximale : 232 km/h
- Vitesse de croisière : 196 km/h
- Vitesse d'atterrissage : 93 km/h.

### Le Thorp T-5
Destiné à remplacer le Thorp T-3 qui ne donnait pas satisfaction, le Thorp T-5 en était une version plus puissante, biplace en tandem. Le prototype [NX15542] effectua ses premiers essais en 1939 à Oakland, Californie avec un moteur Wright R-760 de 350 ch et un train classique fixe. Rudy Paulic le modifia en Paulic T-6 en 1939.

#### Caractéristiques
- Envergure : 10,39 m
- Longueur : 7,54 m
- Moteur : 1 Wright R-760 de 350 ch
- Vitesse maximale : Vx 363 km/h
- Vitesse de croisière : 322 km/h
- Vitesse d'atterrissage : 105 km/h.

## Modifiés parRudy Paulic

### Le Paulic T-3B-1
En 1959 Rudy Paulic a reconstruit le prototype Thorp T-3B, qui fut modifié en quadriplace à train escamotable. Le moteur d’origine fut également remplacé par un Lycoming O-435 de 190 ch. Immatriculé [NX6497C], le Paulic T-3B-1 restera unique.

### Le Paulic T-6
Fin 1939 Rudy Paulic modifie le Thorp T-5 [NX15542] en l’équipant d’un train tricycle et d’un moteur Lycoming de 215 ch. L’approche de la guerre et le manque de métaux légers entrainera l’abandon du projet. Le Thorp T-6 sera passé au pilon.